# Schwalbenstein

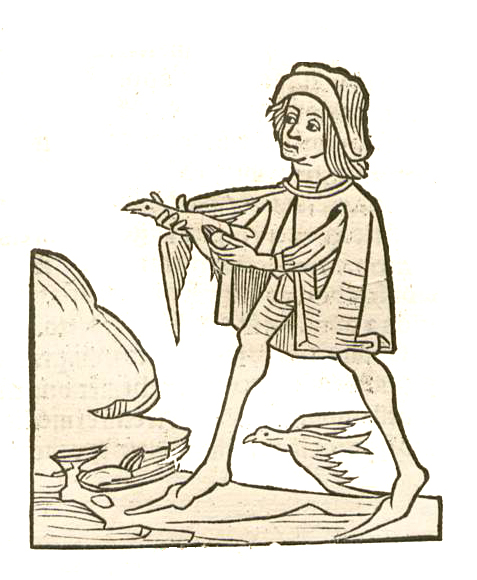
Celidonius - Schwalbenstein. Abbildung aus dem Hortus sanitatis Mainz 1491

Schwalbenstein (celidonius) nannten Dioskurides und Plinius im 1. Jahrhundert Konkremente, die aus den Mägen der ersten Brut der Schwalben gewonnen wurden. Ohne dass sie die Erde berührt hatten, wurden die Schwalbensteine in die Haut eines Kalbes oder eines Hirsches eingewickelt und am Arm oder im Nacken getragen. So sollten sie die Träger vor der „göttlichen Krankheit“ schützen.
Im 14. Jahrhundert unterschied Konrad von Megenberg zwischen einem roten Schwalbenstein und einem weißen Schwalbenstein, deren Wirkungen er als verschieden, teils entgegengesetzt beurteilte.